# Daniele Amfiteatrof
Daniïl Aleksàndrovitx Amfiteàtrov, rus: Дании́л Алекса́ндрович Амфитеа́тров, transcrit habitualment com a Daniele Amfiteatrof (Sant Petersburg, Rússia, 1901 - Roma, Itàlia, 1983), fou un compositor i director d'orquestra italià d'origen rus.
Inicià els seus estudis en el conservatori de la seva ciutat natal, especialment amb Vītols, i acabà aquests estudis al Conservatori de Praga i, després, a Roma amb Respighi. Aquesta relació amistosa i cultural amb el professor italià li valgué moltes amistats i sonats triomfs com a director a Itàlia, fins al punt d'arribar a naturalitzar-se en aquell país i passar a ser el mestre de música de les princeses de la Casa de Savoia.
Les seves excursions artístiques s'havien estès a França, Anglaterra i els Estats Units, país aquest últim que arribà a captivar-lo tant com la seva pàtria adoptiva. En el seu temps se citava Amfiteàtrov entre els grans dirigents, poc menys es pot dir dels seus dots de compositor.
Les seves obres per a piano, de cant i de cambra passaren inadvertides, però no així les seves obres simfòniques Poema del mar (Roma, 1926), El miracle de les roses (Roma, 1927), Itàlia (Roma, 1930) i Panorama americà (París, 1936), en la qual presentà una <evocació maquinista> que la crítica va considerar tan reeixida com La Foneria d'Acer, de Mossólov.
Amfiteàtrov comenta aquesta evocació simfònica exposant veladament el desolat tema de Solitude, del compositor negre Duke Ellington, cantilena que considerava la més representativa de l'ambient artístic nord-americà.